# Peters Butte
Peters Butte är en bergstopp i Antarktis. Den ligger i Västantarktis. Inget land gör anspråk på området. Toppen på Peters Butte är 2 112 meter över havet, eller 117 meter över den omgivande terrängen. Bredden vid basen är 2,8 km.
Terrängen runt Peters Butte är huvudsakligen platt, men norrut är den kuperad. Trakten är obefolkad. Det finns inga samhällen i närheten.